# Pouteria cayennensis
Pouteria cayennensis là một loài thực vật thuộc họ Sapotaceae. Loài này có ở Guyane thuộc Pháp, Guyana, và Venezuela.